# Святкування у садочку
«Святкування у садочку» (чеськ. Zahradní slavnost) — п'єса Вацлава Гавела, написана 1963 року. Гавела вважають першим чеським автором у стилі абсурдизму. Головним героєм є молодий старанний Хуґо Плудек, який досягає соціального розвитку через ідеальне оволодіння мистецтва порожніх фраз.